# پیتر دیویسن
پیتر دیویسن (انگلیسی: Peter Davison؛ زادهٔ ۱۳ آوریل ۱۹۵۱) یک هنرپیشه، و سیاح اهل بریتانیا است. در ایران بیشتر او را در نقش کاراگاه کمپیون(campion) در مجموعه تلویزیونی معما می‌شناسند.
او در فیلم عکس جدایی بازی کرده‌است.